# Monte Hellman
Monte Hellman (Nueva York, 12 de julio de 1929 - Palm Desert, California, 20 de abril de 2021), registrado al nacer como Monte Jay Himmelbaum, fue un director de cine, productor, guionista y montador estadounidense. Inició su carrera como aprendiz de montaje en la compañía ABC TV e hizo su debut como director con la película de horror Beast from Haunted Cave (1959), producida por Roger Corman.

## Datos biográficos y trayectoria
Sus padres, Gertrude Edelstein y Fred Himmelbaum, nacieron en Misuri, ambos descendientes de inmigrantes judíos de Rusia.
Obtuvo reconocimiento de la crítica especializada por dirigir el wéstern Ride in the Whirlwind (A través del huracán) (1966), protagonizado por Jack Nicholson, y por la película independiente Two-Lane Blacktop (Carretera asfaltada en dos direcciones) (1971), protagonizada por James Taylor y Dennis Wilson. Sus últimas realizaciones incluyen la película de terror de 1989 Silent Night, Deadly Night 3: Better Watch Out! y el thriller independiente Road to Nowhere (2010).
Falleció en el Centro Médico Eisenhower, en Palm Desert (California), el 20 de abril de 2021, a los 88 años. La víspera había sufrido una caída en su domicilio.

## Filmografía

### Cine
- Beast from Haunted Cave (1959)
- The Terror (1963)
- Back Door to Hell (1964)
- Flight to Fury (1964)
- The Shooting (1966)
- Ride in the Whirlwind (1966)
- Two-Lane Blacktop (1971)
- Cockfighter (1974)
- The Greatest (1977)
- China 9, Liberty 37 (1978)
- Inside the Coppola Personality (1981)
- RoboCop (1987) (dirigió algunas escenas de acción)[8]
- Iguana (1988)
- Silent Night, Deadly Night 3 (1989)
- Reservoir Dogs (1992) (productor ejecutivo)
- Trapped Ashes (2006) (segmento: "Stanley's Girlfriend")
- Road to Nowhere (2010)

## Premios y distinciones
Festival Internacional de Cine de Venecia
| Año  | Categoría                        | Resultado |
| ---- | -------------------------------- | --------- |
| 2010 | León especial a toda una carrera | Ganador   |